# Клочков Юрій Олексійович
Юрій Олексійович Клочков (3 листопада 1938, Вінницька область, Українська РСР, СРСР — 6 січня, 2012, Білгород, Росія) — радянський та казахський державний діяч українського походження, дипломат, Надзвичайний і Повноважний Посол Казахстану. Депутат парламенту Казахстану 11-го і 12-го скликань.

## Біографія
Народився 3 листопада 1938 на Вінниччині. 
Закінчив Харківський сільськогосподарський інститут і Академію суспільних наук при ЦК КПРС.
З 1956 року працював слюсарем.
У 1965–1969 рр. — старший агроном станції захисту рослин при Ерментауському райсільгоспуправлінні, завідувач сектору, головний агроном Цілиноградської обласної станції захисту рослин.
У 1969–1973 рр. — інструктор Целіноградського обкому Компартії Казахстану. 
У 1973–1975 рр. — другий секретар Кургальджинського райкому Компартії Казахстану. 
У 1975–1977 рр. — завідувач сектору, інспектор відділу ЦК Компартії Казахстану. 
У 1977–1981 рр. — слухач Академії суспільних наук при ЦК КПРС.
У 1981–1983 рр. — перший заступник міністра плодоовочевого господарства Казахської РСР. 
У 1983–1988 рр. — другий секретар Джамбулського обкому Компартії Казахстану. 
У 1988–1990 рр. — голова Джамбулського облвиконкому. 
У 1990–1993 рр. — голова комітету з питань роботи Рад народних депутатів, розвитку управління і самоврядування Верховної Ради Казахстану. 
У 1994–1996 рр. — Надзвичайний і Повноважний Посол Казахстану в Україні.
У 1996–1998 рр. — Надзвичайний і Повноважний Посол Казахстану в Білорусі.
У серпні 1998 — вийшов на пенсію, проживав у Білгороді.

## Нагороди та відзнаки
- Орден Трудового Червоного Прапора
- Два ордени «Знак Пошани»
- Медалі.